# リチャード・モンタギュー
リチャード・モンタギュー（Richard Merritt Montague、1930年9月20日 - 1971年3月7日）は、アメリカの数学者、論理学者、言語哲学者。

## 生涯
カリフォルニア州ストックトンに生まれ、1948年にカリフォルニア大学バークレー校に入学。学士号取得後、同大学院に進み、数理論理学、哲学、アラビア語を学ぶ。1957年、アルフレト・タルスキの指導のもと、公理的集合論に関する論文で博士号を取得。タルスキ門下では、デイナ・スコット（Dana Scott）と並ぶ大秀才としてその名を轟かせた。
1955年から没するまでカリフォルニア大学ロサンゼルス校で教鞭をとり、門下からニーノ・コッキアレッラ（Nino Cocchiarella）、ハンス・カンプ（Hans Kamp）らを輩出した。
モンタギューは数理論理学、特に公理的集合論における顕著な業績で知られるが、1960年代後半より、数理論理学を自然言語の意味論へと応用する研究に移行する。当時、自然言語の形式的な取り扱いはほとんど不可能だと信じられていたため、モンタギューのこの試みは極めて革新的であった。タルスキより学んだモデル論的手法を自然言語に適用する彼の理論は、のちに「モンタギュー文法」（Montague grammar）として知られるようになり、その後の形式意味論研究の草分けとなる。
音楽の才にも恵まれ、教会付きオルガニストの代理を務めることもあったモンタギューは、ロサンゼルスでは投資にも成功し、いくつもの不動産を所有するほどであった。一方、同性愛者でもあった彼は、指向を同じくする仲間をバーで誘い、自宅に連れ帰ることがたびたびあったという。1971年3月7日、数名の仲間とロサンゼルスの自宅で夜会を開いていたモンタギューは、浴室で絞殺死体となって発見された。犯人は逃走し、事件の真相はいまだに明らかとなっていない。

## 主要著作
- Montague, Richard, Contributions to the Axiomatic Foundations of Set Theory, Ph.D dissertation, University of California at Berkeley, 1957.
- Montague, Richard & Vaught, Robert L., "Natural models of set theories," Fundamenta Mathematicae 47, 1957, pp. 219-42.
- Montague, Richard & Kaplan, David, "A paradox regained," Notre Dame Journal of Formal Logic 1, 1960, pp. 79-90. Reprinted in his Formal Philosophy.
- Montague, Richard, "Fraenkel's addition to the axioms of Zermelo" in Yehoshua Bar-Hillel, et al. (eds.), Essays on the Foundations of Mathematics, Magnes Press, 1961, pp. 91-114.
- Montague, Richard, "English as a formal language" in Visentini, Bruno, et al. (eds.), Linguaggi nella società e nella tecnica, Edizioni di Comunità, 1970, pp. 189-224. Reprinted in his Formal Philosophy.
- Montague, Richard, "Universal grammar," Theoria 36, 1970, pp. 373-398. Reprinted in his Formal Philosophy.
- Montague, Richard, "Pragmatics and intensional logic," Synthese 22, 1970, pp. 68-94. Reprinted in his Formal Philosophy.
- Montague, Richard, "The proper treatment of quantification in ordinary English" in Jaakko Hintikka, et al. (eds.), Approaches to Natural Language, Reidel, 1973, pp. 221-242. Reprinted in his Formal Philosophy.
- Montague, Richard, Formal Philosophy: Selected Papers of Richard Montague, edited and with an introduction by Richmond H. Thomason, Yale University Press, 1974.